# Számí Trábelszí
Számí Trábelszí (arabul: سامي طرابلسي; Szfaksz, 1968. február 4. –) tunéziai labdarúgóhátvéd, edző, a katari esz-Szaílija vezetőedzője.

## Pályafutása

### Klubcsapatokban
1986-tól 1993-ig a Sfax Railways Sports játékosa volt, a következő 7 évet a Sfaxiennél töltötte, amellyel 1995-ben tunéziai bajnokságot és tunéziai kupát, valamint 1998-ban CAF-kupát nyert.

### A válogatottban
1994-ben mutatkozott be a tunéziai válogatottban.
1996-ban játszott az Afrikai nemzetek kupáján, ahol Tunézia a második helyen végzett. 1998-ban és 2000-ben is a válogatott tagja volt.
Az 1998-as labdarúgó-világbajnokságon Tunézia mindhárom csoportmérkőzésen szerepelt. Részt vett a következő világbajnokság selejtezőkörében is, de nem jutottak tovább.

### Edzőként
2011-ben a  tunéziai válogatott edzője lett. 2011-ben a csapattal továbbjutott a 2012-es afrikai nemzetek kupájára, 2012-ben pedig a 2013-as afrikai nemzetek kupájára.
2013. június 8-án a katari esz-Szaílija vezetőedzőjévé nevezték ki. Tíz évig irányította a klubot, két katari kupagyőzelmet és egy katari FA-kupát ért el.
2025. február 10-én újra kinevezték Tunézia vezetőedzőjévé.